# Góra Księża (Zakrzówek)

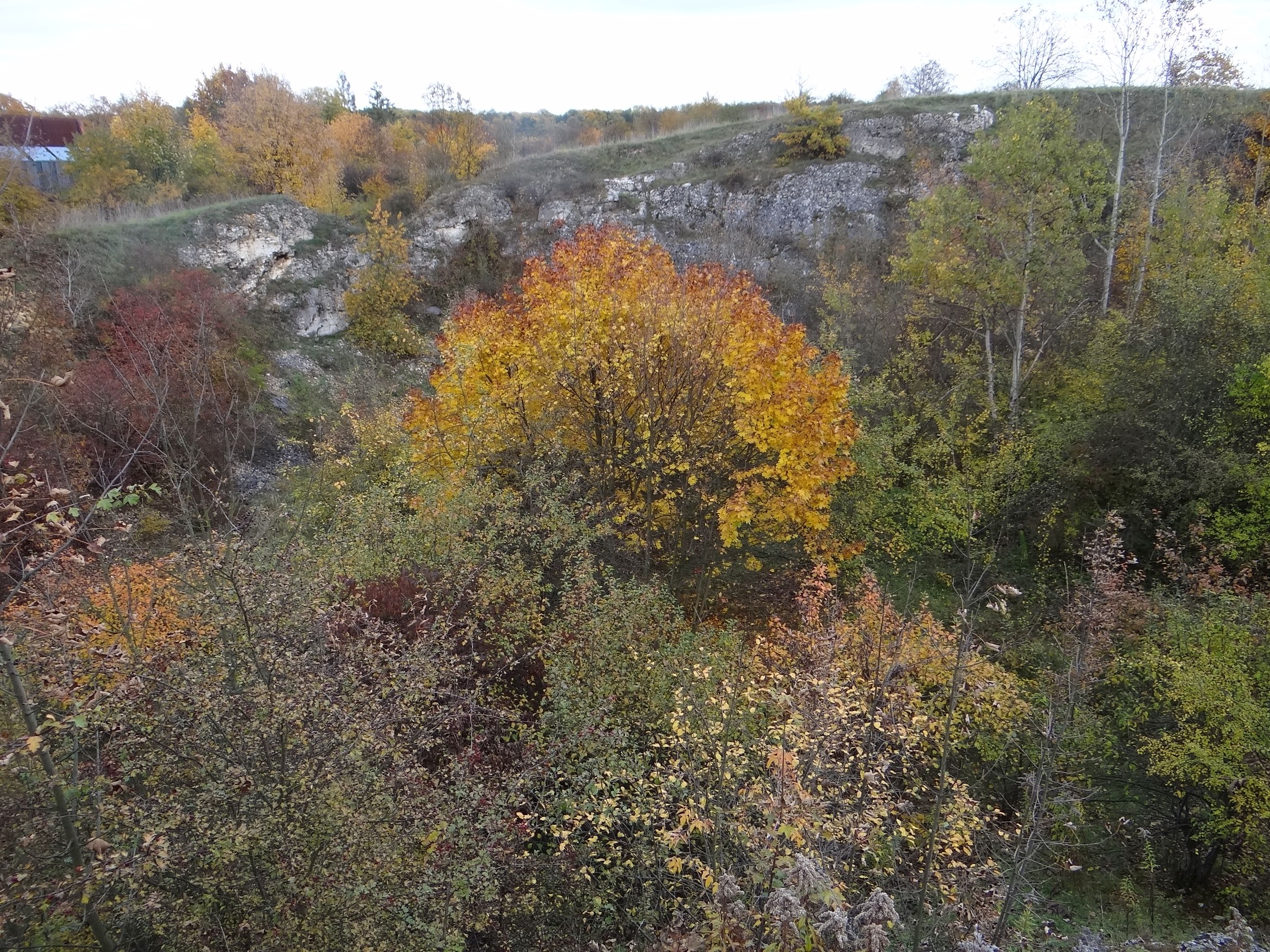
Fragment kamieniołomu

Góra Księża – wzniesienie w Krakowie, pomiędzy ulicami Tyniecką i Norymberską a południowo-zachodnim krańcem wzgórza Krzemionek Zakrzowskich.
Jest to wzniesienie o charakterze zrębowym, zbudowane z wapieni pochodzących z jury późnej z dodatkiem margli pochodzących z kredy. W dwudziestoleciu międzywojennym działał tutaj kamieniołom zwany łomem Bergera. Jego nazwa pochodzi od prywatny przedsiębiorcy Żyda Bergera. W wyniku tej działalności niewielkie wzniesienie Góry Księżej zostało w dużym stopniu rozebrane. Zniszczona została przy tym Jaskinia Pychowicka na długości 35 m. Jej pozostała część została przez grotołazów odkopana w latach 80. i 90. XX wieku. W 2019 r. wyrobisko kamieniołomu to porośnięty lasem i niezagospodarowany teren. Czasami tworzą się w nim oczka wodne.